# Steve King
Steven Arnold King (28 de maio de 1949) é um politico e empresário americano que serviu como membro da Câmara dos Representantes dos Estados Unidos pelo estado de Iowa de 2003 a 2021, representando primeiro o 5º distrito e depois o 4º distrito. Ele é filiado ao Partido Republicano.
King trabalhou por anos na sua empresa de terraplenagem, antes de, em 1997, se juntar ao senado estadual de Iowa. Em 2003 se elegeu para a câmara baixa do Congresso. De posições majoritariamente conservadoras, é conhecido por sua dura postura contraria a imigração e ao multiculturalismo, com um longo histórico de retórica que muitos consideram como preconceituosa e racista. King já falou positivamente sobre ideais de supremacia branca, especialmente contra judeus, afro-americanos, latino-americanos e imigrantes em geral, e apoiou políticos populistas e de extrema-direita conhecidos por preferirem frases consideradas racistas e islamofobicas.
Durante boa parte do seu serviço no Congresso, políticos e membros do Partido Republicano normalmente ficavam calados e não repudiavam, publicamente, sua retórica e normalmente buscavam seu apoio, devido a sua popularidade com o eleitorado conservador de Iowa. Contudo, pouco antes das eleições parlamentares de 2018, o Comitê do Congresso Republicano Nacional retirou seu apoio financeiro a campanha de reeleição de King. Em janeiro de 2019, em uma entrevista, Steve King questionou o porque dos termos "nacionalista branco" e "supremacista branco" serem considerados ofensivos. Suas declarações causaram furor no meio político e condenações veementes de ambos os lados do espectro político. Como resposta, o Comitê do Partido Republicano removeu King de todos os comitês para 2019. Em 2020, ele não conseguiu se reeleger.
A Liga Antidifamação, uma organização que combate o antissemitismo e outras formas de preconceito, o repudiou e pediu para que ele fosse censurado. O The Washington Post descreveu King como o "Congressista mais afiliado com nacionalismo branco" nos Estados Unidos.